# (1262) Снядецкия
(1262) Снядецкия (пол. Sniadeckia) — астероид главного пояса. Он был открыт 23 марта 1933 года бельгийским астрономом Сильвеном Ареном в Уккел в Бельгии. Астероид назван в честь польского астронома, математика, философа и педагога Яна Снядецкого.

Орбита астероида Снядецкия и его положение в Солнечной системе
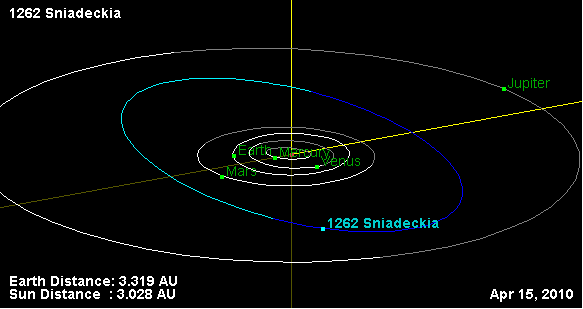
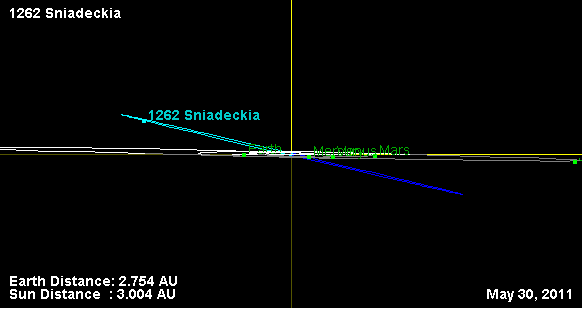